# Protaetia pectoralis
Protaetia pectoralis är en skalbaggsart som beskrevs av Mohnike 1871. Protaetia pectoralis ingår i släktet Protaetia och familjen Cetoniidae. Inga underarter finns listade i Catalogue of Life.